# Saccolabium
Saccolabium é um género botânico pertencente à família das orquídeas (Orchidaceae).